# The Dubliners
The Dubliners (Dublinersi) je najpoznatiji irski folk sastav i jedan od najutjecajnijih folk sastava uopće. Među najpoznatijim njihovim pjesmama je "Dirty Old Town".

## Biografija Sastava
Sastav je osnovan daleke 1962. godine u "O'Donoghue's" pubu u Dublinu, prvotno pod nazivom "The Ronnie Drew Folk Group".
Kao osnivač sastava navodi se  Ronnie Drew koji je preminuo 16. kolovoza 2008. godine.

### Članovi sastava
- Ronnie Drew (1934. – 2008.), vokal, gitara
- Luke Kelly (1940. – 1984.), vokal, banjo
- Barney McKenna (1939. – 2012.), bendžo
- Ciarán Bourke (1935. – 1988.), vokal, gitara, tin whistle
- John Sheahan (1939.-), violina, tin whistle
- Bobby Lynch (1935. – 1982.), vokal, gitara
- Jim McCann (1944.-), vokal, gitara
- Seán Cannon (1940.-), vokal, gitara
- Eamonn Campbell (1946.-), gitara
- Paddy Reilly (1939.-), vokal, gitara
- Patsy Watchorn (1944.-), vokal, banjo, bodhran

The Dubliners od 1962. do danas:
- 1962. – 1964.: Ronnie, Luke, Barney, Ciarán
- 1964. – 1965.: Ronnie, Barney, Ciarán, Bobby, John
- 1965. – 1974.: Ronnie, Luke, Barney, Ciarán, John („klasični“ sastav Dublinersa)
- 1974. – 1979.: Luke, Barney, John, Jim
- 1979. – 1983.: Ronnie, Luke, Barney, John
- 1983. – 1988.: Ronnie, Barney, John, Seán
- 1988. – 1995.: Ronnie, Barney, John, Seán, Eamonn
- 1996. – 2005.: Barney, John, Seán, Eamonn, Paddy
- 2005.-  : Barney, John, Seán, Eamonn, Patsy

Smjenjivanje članova imalo je različite razloge i povode: Pojedini članovi su sastav napuštali na neko vrijeme, zbog svojih solo-projekata (Luke, Ronnie, Bobby, Jim), drugi su se potpuno povukli iz glazbenog života (Ronnie, Paddy). Ciarán Bourke je 1974. za vrijeme nastupa u Bournemouthu dobio krvni ugrušak na mozgu od kojeg je 1988. umro. Luke Kelly je 1984. umro od tumora na mozgu.
U godinama od 1967. do 1987. Dublinersi su bili daleko najpoznatiji irski folk sastav te jedan od najutjecajnijih folk-sastava uopće, koji je popularnost irske glazbe digao na internacionalnu razinu. 
Utjecali su na mnoge poznate sastave kao što su The Fureys, The Chieftains, ali i The Pogues ili Clannad.
Još danas su uzor gotovo svim sastavima koji se bave irskom glazbom.
- John Sheahan
- Sean Cannon
- Eamonn Campbell
- Patsy Watchorn

## Diskografija

### Albumi
- 1964. The Dubliners with Luke Kelly (uživo)
- 1965. In Concert (uživo)
- 1966. Finnegan Wakes (uživo)
- 1967. A Drop of the Hard Stuff (a.k.a. Seven Drunken Nights)
- 1967. More of the Hard Stuff
- 1968. Drinkin' and Courtin' (a.k.a. I Know My Love)
- 1968. At It Again (a.k.a. Seven Deadly Sins)
- 1969. Live at the Royal Albert Hall (uživo)
- 1969. At Home with The Dubliners
- 1970. Revolution
- 1972. Hometown (uživo)
- 1972. Double Dubliners (a.k.a. Alive And Well)
- 1973. Plain and Simple
- 1974. Live (uživo)
- 1975. Now
- 1976. A Parcel of Rogues
- 1977. Live at Montreux (Live)
- 1979. Together Again
- 1983. 21 Years On (Live)
- 1983. Prodigal Sons
- 1985. Live In Carré
- 1987. 25 Years Celebration
- 1988. Dubliner's Dublin
- 1992. 30 Years A-Greying
- 1996. Further Along
- 1997. Alive Alive-O (Live)
- 2002. 40 Years (features old and new songs)
- 2002. Live From The Gaiety (Live)
- 2006. Live At Vicar Street

### Kompilacije
- 1969. It's The Dubliners
- 1969. A Drop Of The Dubliners
- 1977. 15 Years On
- 1977. Home, Boys, Home
- 1978. 20 Original Greatest Hits
- 1979. The Dubliners Collection
- 1981. 20 Original Greatest Hits Volume 2
- 1981. 18 Original Greatest Hits Volume 3
- 1992. Off to Dublin Green
- 1993. Original Dubliners
- 1995. Milestones
- 1997. The Definitive Transatlantic Collection
- 1998. At their best
- 1998. Ageless Classics - The Transatlantic Years Revisited
- 2000. Collection (reassembling)
- 2000. Definitive Dubliners
- 2002. The best of The Dubliners
- 2002. The Transatlantic Anthology
- 2003. Spirit of the Irish
- 2006. The Dubliners Collection (reassembling)
- 2006. Too Late To Stop Now: The Very Best Of The Dubliners

## Vanjske poveznice
- patsywatchorn.com - stranica Patsya i Dublinersa
- www.myspace.com/thedublinersmyspace - stranica na MySpaceu